# Nina Li Chi
Pour les articles homonymes, voir Li Zhi.
Nina Li Chi, (Chinois: 利智) est une actrice chinoise née le 31 décembre 1961 à Shanghai,.

## Biographie
Elle devient Miss Asie en 1986 ce qui lui ouvre les portes du cinéma. Elle tournera de nombreux films à Hong Kong. Sur le tournage de Dragon Fight elle fait la rencontre de Jet Li qu'elle épousera finalement en 1999 et dont elle aura 2 enfants.
Ayant connu la célébrité après une apparition dans un film avec Stephen Chow, elle est considérée comme une « fille de Sing ».

## Filmographie
- 1986 : The Seventh Curse
- 1987 : Seven Years Itch
- 1987 : Amnesty Decree
- 1988 : Criminal Hunter
- 1988 : Tiger on the Beat
- 1988 : The Greatest Lover
- 1988 : Fractured Follies
- 1988 : Guests in the House
- 1988 : Ghost in the House
- 1988 : Profile of Pleasure
- 1988 : Mr. Mistress
- 1989 : Mad Mission 5
- 1989 : What a Small World
- 1989 : Four Loves
- 1989 : Pedicab Driver
- 1989 : Dragon Fight
- 1989 : The Fun, the Luck and the Tycoon
- 1989 : Celebrity Talk Show
- 1990 : To Spy with Love
- 1990 : Perfect Girls
- 1990 : The Spooky Family
- 1990 : Crying Freeman: Dragon from Russia
- 1991 : Legend of the Brothers
- 1991 : Lover's Tear
- 1991 : Histoire de fantômes chinois 3
- 1991 : Stone Age Warriors
- 1991 : Gambling Ghost
- 1991 : Inspector Pink Dragon
- 1992 : A Kid from Tibet
- 1992 : Double Dragon
- 1992 : Miracle 90 Days

## Télévision
- 1987 : Diao Chan (série)